# Amnesia (videogioco)
Amnesia (アムネシア?, Amuneshia) è una serie di visual novel di genere dating sim della casa Idea Factory. Il primo titolo, Amnesia, è uscito in Giappone l'11 agosto 2011 per PlayStation Portable. Dall'8 gennaio 2013 sino al marzo dello stesso anno ne è stato trasmesso un adattamento anime prodotto dallo studio Brain's Base.

## Trama
Risvegliatasi in un luogo a lei sconosciuto, la protagonista si trova ad affrontare una vita a lei sconosciuta. Affiancata da una creatura magica solo a lei visibile, la giovane ragazza si ritrova presto in compagnia dei due suoi più cari amici d'infanzia. Eppure lei non ha alcun ricordo del tempo trascorso assieme, così come non ricorda chi sia, dove viva, che lavoro faccia...
Di fronte all'inspiegabile vuoto di memoria della cara amica, i due ragazzi immaginano una grave forma di amnesia.
Eppure la patologia non sembra la causa dello smarrimento della protagonista perché questa, avvicinatasi ai suoi amici ed ambientatasi nel maid café in cui lavora, si ritrova subito sballottata a ripetere la stessa giornata da capo in una versione leggermente diversa: ad accompagnarla sono le stesse persone e gli stessi luoghi, eppure tra questi vi sono ora legami diversi e lei stessa, nei ricordi dei conoscente, ha un carattere totalmente differente.
L'esperienza straniante si ripete più volte, quasi come in un circolo infinito; ad ogni “rinascita” corrisponde una morte precedente ed infatti la protagonista sembra perseguitata dalla cattiva sorte: catastrofi, incidenti, piccole distrazioni... tutto si rivela esserle fatale. Salvo poi riprendere coscienza nel proprio letto per ricominciare a vivere la stessa giornata dal principio.
Oltre alla compagnia dell'elfo bambino, la protagonista sperimenta l'incontro con Ukyo, un giovane misterioso che sembra essere l'unico a conoscenza delle sue molte “vite vissute”. Quando prova a stringere amicizia col ragazzo questi rivela una pericolosa doppia personalità che, a differenza di quella gemella, tenta di uccidere più volte la sfortunata.
Giunta ormai alla fine del ciclo di reincarnazioni, la protagonista scopre di dover essere destinata a morire: così infatti le era accaduto nel suo universo di provenienza, ma Ukyo, che l'amava, incapace di accettare la sua morte aveva iniziato a modificare il tessuto dimensionale, cercando di evitare la morte della ragazza. Ormai instabile, l'ordine cosmico richiede la morte di una dei due elementi disturbanti.
Dopo una fuga ed uno scontro estenuanti, la protagonista riesce infine a sopravvivere, uccidendo al proprio posto Ukyo.

### Personaggi
La protagonista (主人公?, Shujinkō)
Doppiata da Kaori Nazuka
Timida ed introversa, il trovarsi catapultata in mondi e situazioni a lei estranei la rendono certo più impacciata. Può contare sulla presenza e sul supporto costanti di Orion, la creatura magica che l'accompagna.
Ikki (イッキ?)
Doppiato da Kishō Taniyama
Bello al punto di avere veri e propri fan club, Ikki è l'idolo di molte ragazze, di cui alcune arrivano addirittura al punto di minacciare e vessare la protagonista. Il bell'aspetto si accompagna ad un'indole da dongiovanni che lo porta a lasciare ogni partner dopo il tempo massimo di tre mesi. Vede inoltre, nelle resistenze e nei capricci della sua partner, la vera sfida e punto d'attrazione.
È molto amico di Kent, che gli propone giochi logici da risolvere per sfida.
Shin (シン?)
Doppiato da Tetsuya Kakihara
Vecchio amico di infanzia della protagonista assieme a Toma, l'aria misteriosa che lo circonda rendono inquietanti le dicerie sul suo conto. La protagonista stessa, ricordando ben poco del tempo trascorso assieme a lui, rimane a lungo convinta che questi abbia ucciso un uomo; solo più tardi scopre che l'omicida non è il ragazzo ma suo padre.
Kent (ケント?, Kento)
Doppiato da Akira Ishida
Dalle mente fredda e matematica, Kent ha perciò un atteggiamento distaccato e ben poco affettuoso nei confronti della protagonista. Anche quando suo fidanzato, il ragazzo si comporta sempre in modo molto “razionale” e studiato. Dotato si un grande spirito di osservazione, è l'unico, tra i partner della protagonista, ad accorgersi della presenza di Orion. È molto amico di Ikki, al quale pone per divertimento diversi giochi matematici da risolvere.
Toma (トーマ?)
Doppiato da Satoshi Hino
Vecchio amico di infanzia della protagonista assieme a Shin, molto premuroso nei suoi confronti. Tuttavia, la cordialità e l'atteggiamento iperprotettivo nei confronti della compagna nascondono un disturbo patologico, che lo rendono simile ad uno stalker ed un vero “persecutore”. Incapace di tollerare che la propria ragazza sia in pericolo, preferisce adescarla a casa e poi imprigionarla, mettendola letteralmente in gabbia.
Ukyō (ウキョウ?)
Doppiato da Kouki Miyata
Dai lunghi capelli verdi ed unico – apparentemente – ad accorgersi dei salti nelle realtà alternative da parte della protagonista, Ukyo le si presenta via via come tenero amante o pazzo dagli istinti omicidi. Tuttavia, entrambe le sue personalità sono ossessionate dalla protagonista, originariamente vera partner di Ukyo poi deceduta. Incapace di accettare la morte di questa, egli ha preferito alterare lo spazio ed il tempo, cercando di manipolare il tessuto delle realtà alternative. Per questo motivo sia lui che la protagonista risultano al mondo come due anomalie e solo dopo la morte di uno dei due l'altro potrà vivere.
Orion (オリオン?)
Doppiato da Hiromi Igarashi
Giovane spirito, aiutante della protagonista. È la prima persona che ella vede quando si risveglia, preda della sua amnesia. Invisibile a tutti eccetto che alla ragazza, cerca di aiutarla ad adattarsi mano a mano alle vite a lei sconosciute.
Sawa (サワ?)
Doppiata da Satomi Moriya
Grande amica della protagonista.
Mine (ミネ?)
Doppiata da Kana Akutsu
Kohai, amica della protagonista.
Rika (リカ?)
Doppiata da Seiko Yoshida
Presidente del Fan Club di Ikki, Rika nutre una forte antipatia nei confronti della protagonista, sola fra le ragazze, ad essersi riuscita ad avvicinare ad Ikki e ad aver allacciato un rapporto col ragazzo più lungo di un mese.
Waka (ワカ?)
Doppiato da Hidenori Takahashi
Padrone del bar in cui lavora la protagonista. La sua personalità cambia profondamente a seconda della realtà alternativa in cui lo si incontra: da capo comprensivo ad inflessibile e scorbutico.

## Anime
Nel settembre 2013 è uscito un episodio OAV della serie slegato alla trama dell'anime. Pervasa da una leggerezza da commedia sentimentale, l'animazione si concentra sulla vita dei ragazzi e dalla protagonista nel maid café, in un universo in cui persino Ukyo sembra poter vivere in armonia e concordia con la giovane e i suoi rivali.

### Episodi
| Nº  | Titolo italiano (tradotto) Giapponese 「Kanji」 - Rōmaji | In onda           | In onda |
| Nº  | Titolo italiano (tradotto) Giapponese 「Kanji」 - Rōmaji | Giapponese        |         |
| 1   | 「 I」 -                                                 | 8 gennaio 2013    |         |
| 2   | 「 II」 -                                                | 14 gennaio 2013   |         |
| 3   | 「 III」 -                                               | 21 gennaio 2013   |         |
| 4   | 「 IV」 -                                                | 28 gennaio 2013   |         |
| 5   | 「 V」 -                                                 | 4 febbraio 2013   |         |
| 6   | 「 VI」 -                                                | 11 febbraio 2013  |         |
| 7   | 「 VII」 -                                               | 18 febbraio 2013  |         |
| 8   | 「 VIII」 -                                              | 25 febbraio 2013  |         |
| 9   | 「 IX」 -                                                | 4 marzo 2013      |         |
| 10  | 「 X」 -                                                 | 11 marzo 2013     |         |
| 11  | 「 XI」 -                                                | 18 marzo 2013     |         |
| 12  | 「 XII」 -                                               | 25 marzo 2013     |         |
| OAV | 「 AMNESIA」 -                                           | 25 settembre 2013 |         |

### Sigla
- Sigla d'apertura: Zoetrope di Nagi Yanagi
- Sigla di chiusura:
  - Recall di Ray
  - Shinshin no Wataridori di Nagi Yanagi - solo nell'episodio conclusivo